# Apollonios von Kition

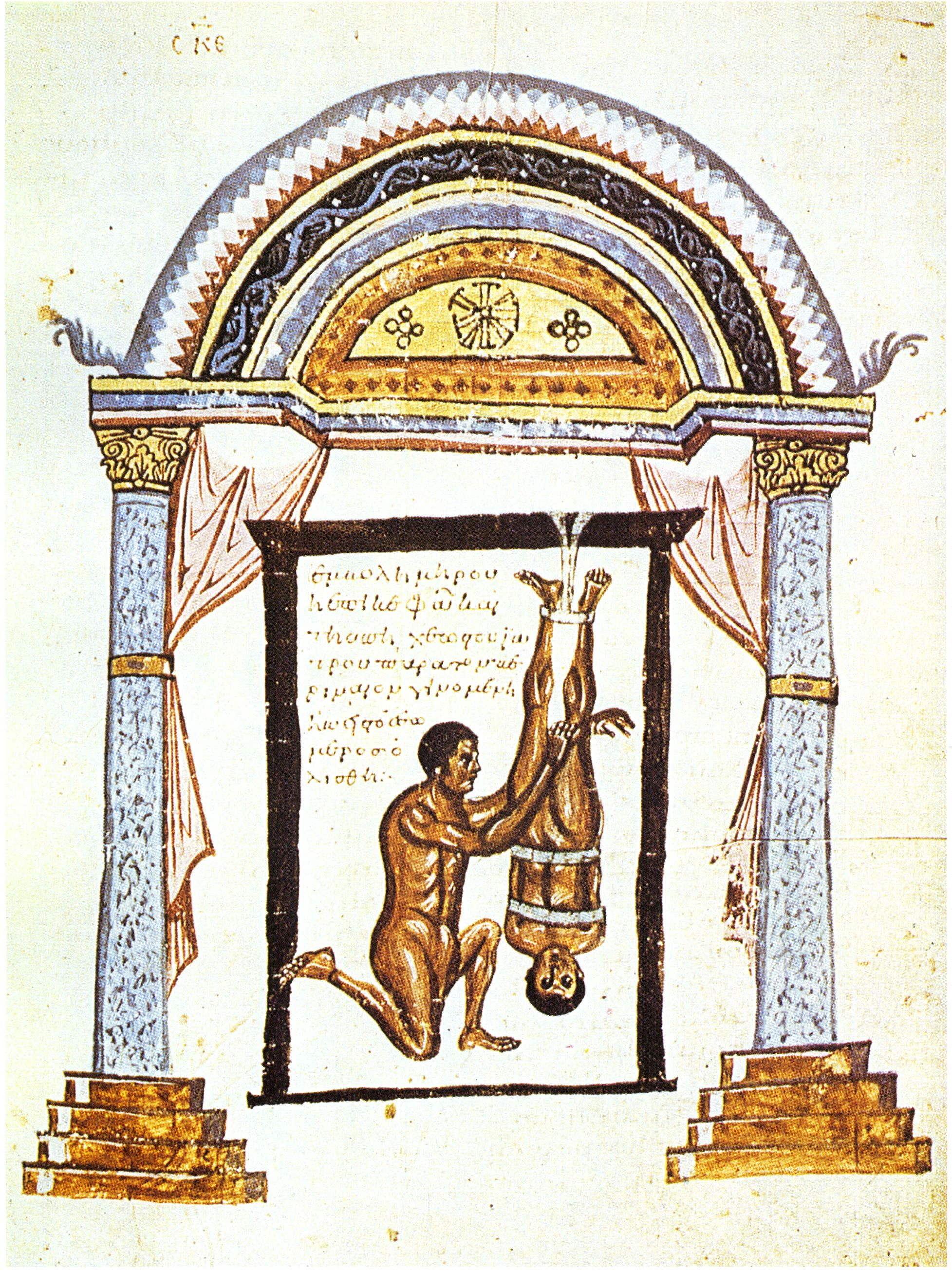
Apollonios von Kition, De articulis. Buchmalerei der Zeit um 900 nach dem Vorbild einer Zeichnung in einer antiken Handschrift: Einrenkung des Oberschenkels. Florenz, Biblioteca Medicea Laurenziana, Plut. 74,7

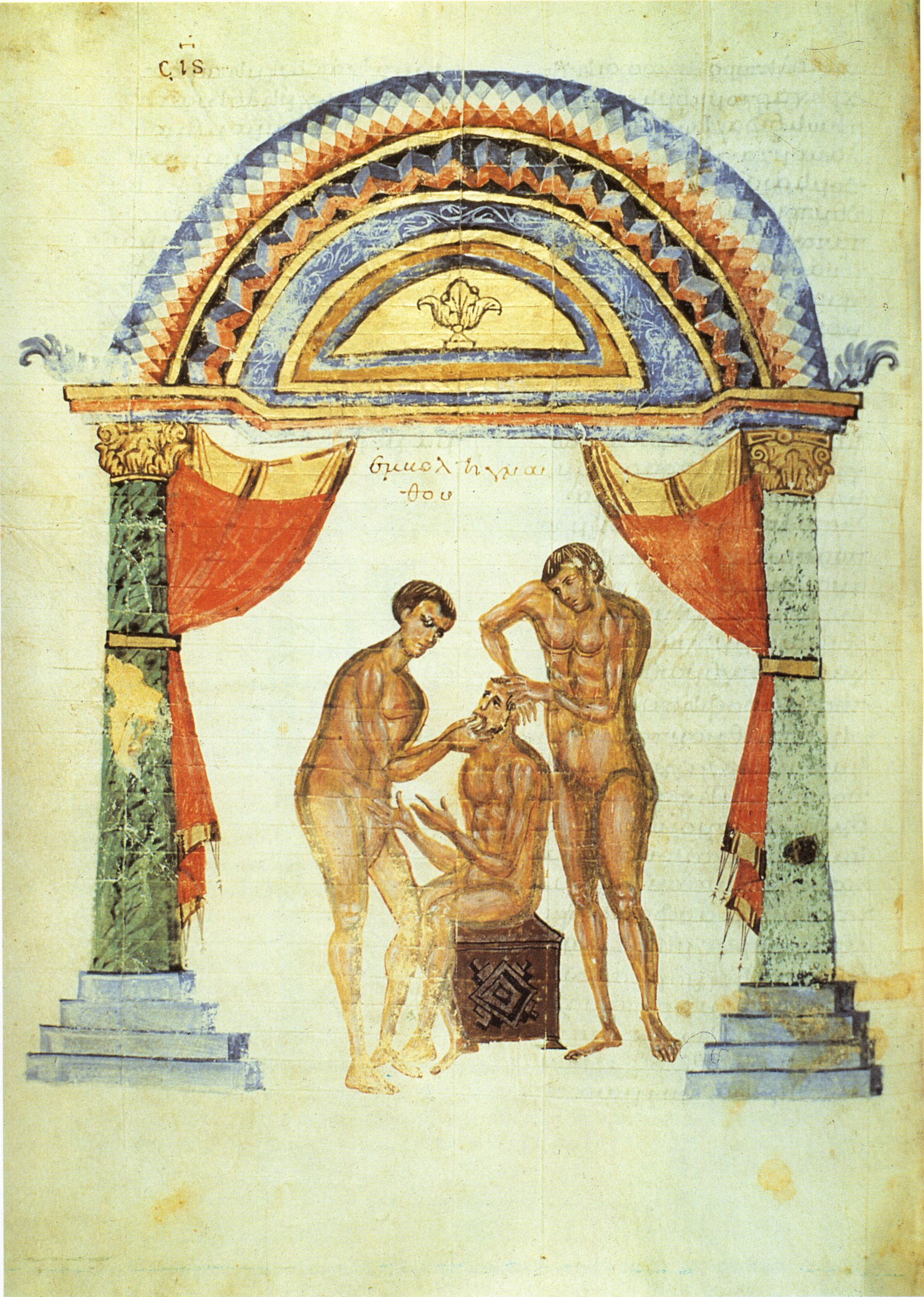
Apollonios von Kition, De articulis. Buchmalerei der Zeit um 900 nach dem Vorbild einer Zeichnung in einer antiken Handschrift: Einrenkung des Unterkiefers. Florenz, Biblioteca Medicea Laurenziana, Plut. 74,7, fol. 198v

Apollonios von Kition war ein griechischer Arzt aus der Stadt Kition auf Zypern. Er wirkte als Chirurg und Medizinschriftsteller im 1. Jahrhundert v. Chr.
Apollonios gehörte zur Schule der Empiriker. Er studierte mit und bei Zopyros in Alexandria und lebte später als Arzt in seiner Heimatstadt. Er ist der Verfasser eines Kommentars zu Hippokrates’ Peri arthrōn (Über Gelenke) in drei Büchern, deren erstes dem König Ptolemaios von Zypern († 58 v. Chr.) gewidmet war. Er war zur Veranschaulichung der von Hippokrates behandelten Einrenkungsmethoden mit Illustrationen versehen. Außerdem sind von ihm eine polemische Schrift gegen Bakcheios aus Tanagra, eine Widerlegung der Kritik des Herakleides von Tarent an Bakcheios von Tanagra, ein Hippokrates-Kommentar und zwei Bücher über Therapeutika bezeugt.

## Textausgaben
- Hermann Schöne (Hrsg.): Apollonios von Kition: Illustrierter Kommentar zu der hippokratischen Schrift Peri arthrōn. Teubner, Leipzig 1896
- Jutta Kollesch, Fridolf Kudlien (Hrsg.): Apollonii Citiensis In Hippocratis De articulis commentarius — Apollonios von Kition: Kommentar zu Hippokrates über das Einrenken der Gelenke (= Corpus medicorum Graecorum, 11,1,1). Akademie-Verlag, Berlin 1965 (Text und Übersetzung)
- Jerker Blomqvist: Der Hippokratestext des Apollonios von Kition. Gleerup, Lund 1974 (= Scripta minora Regiae Societatis Humaniorum Litterarum Lundensis. Band 1), ISBN 9140033171.